# St. Jakobus (Ullersreuth)

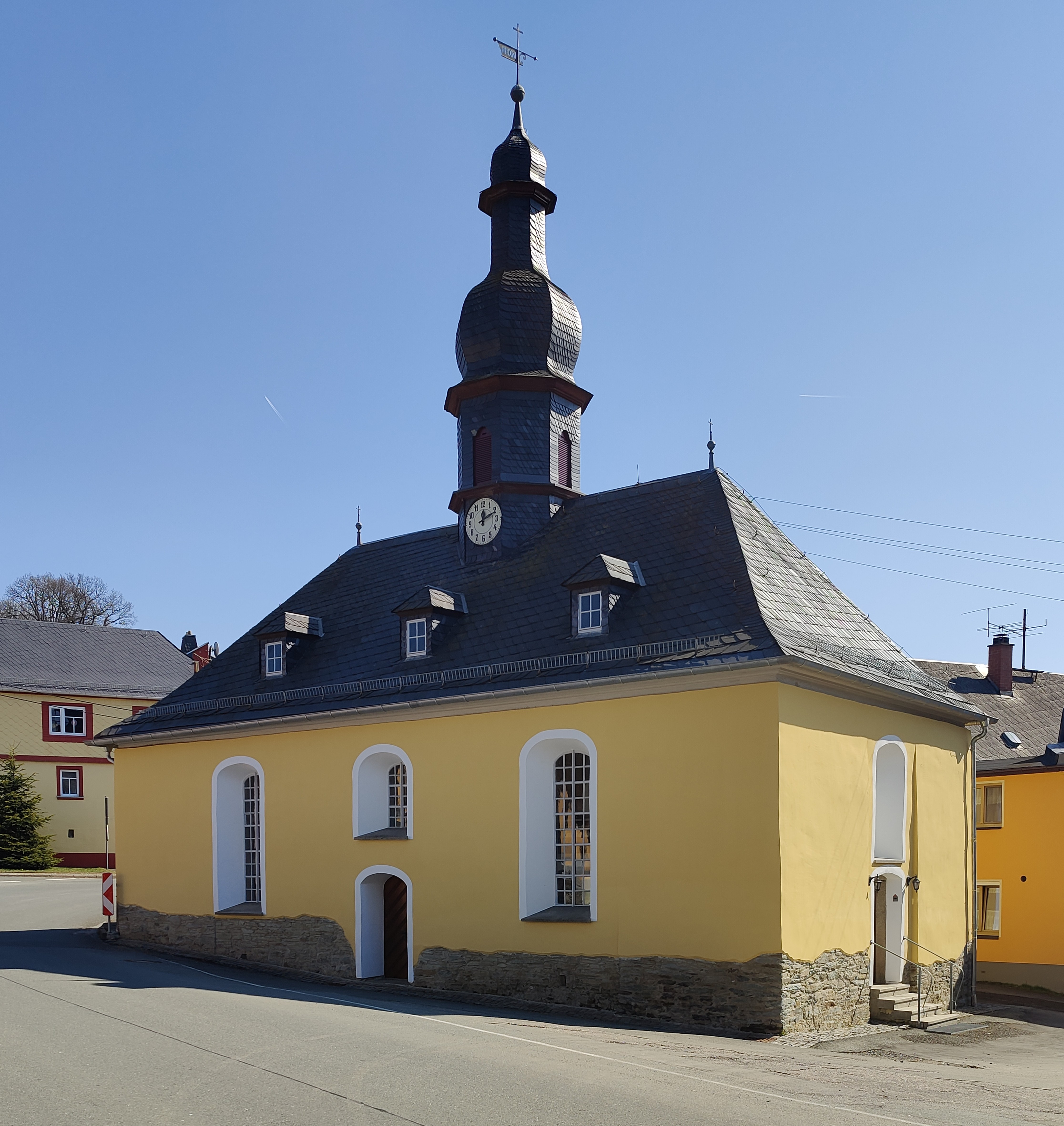
St. Jakobus Ullersreuth

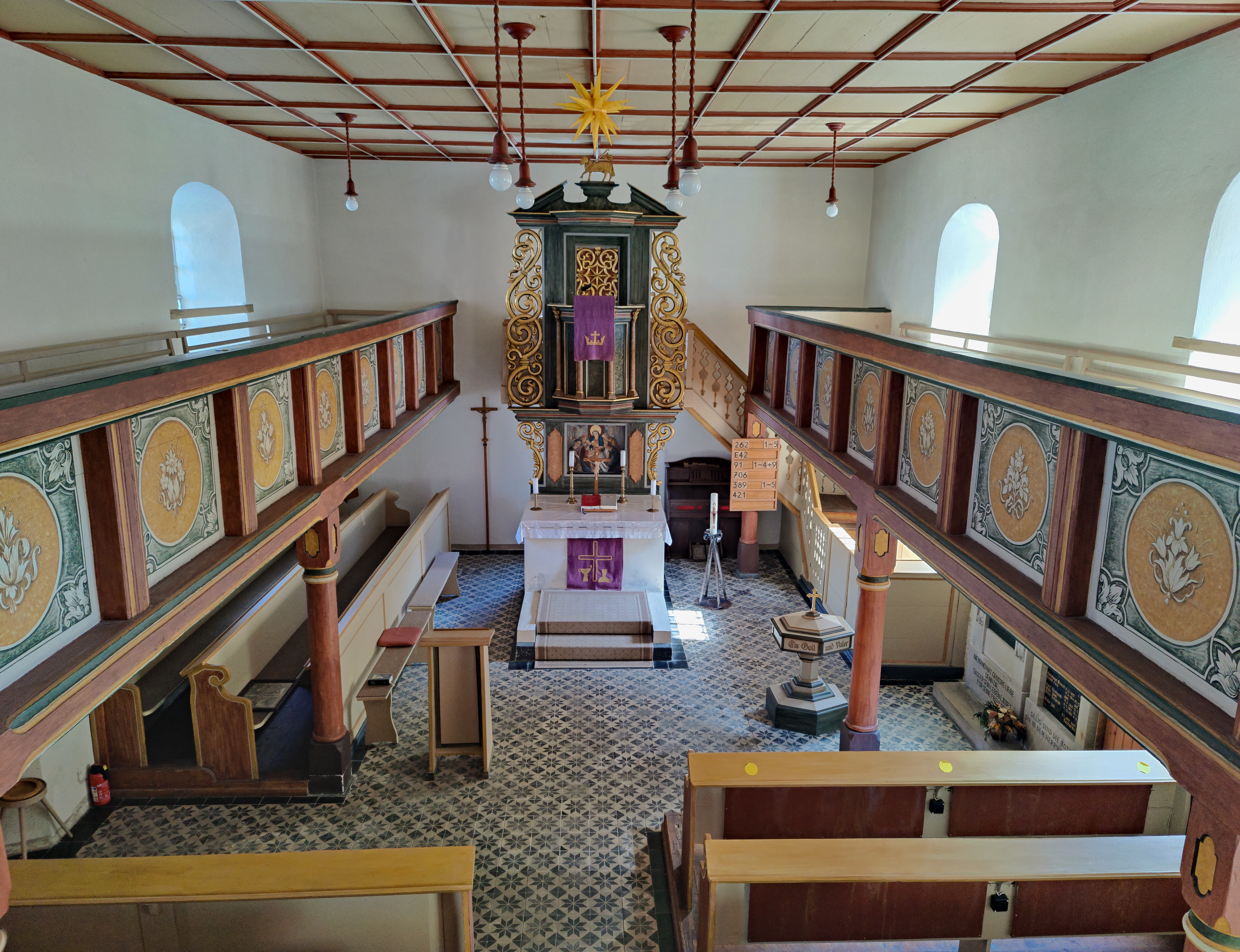
Innenansicht zum Altar

Die evangelische Kirche St. Jakobus ist eine barocke Saalkirche im Ortsteil Ullersreuth von Hirschberg (Saale) im Saale-Orla-Kreis in Thüringen. Sie gehört zum Kirchspiel Blankenberg/Gefell im Kirchenkreis Schleiz der Evangelischen Kirche in Mitteldeutschland.

## Geschichte
1647 hieß es in den Landesteilungsakten der Reußen: „Ullersreuth hat nur eine Capell, darin blos zur Kirchweih und bei Kopulationen gepredigt wird“. Ist die Tradition richtig, dass vordem zu Zeiten Klostergeistliche aus Hof hier gepredigt hätten, so muss der Ort schon in katholischen Tagen eine Kapelle und den Jacobus zum Schutzpatron gehabt haben.
1529, ein Jahr nach der Einführung der Reformation, wurde in Ullersreuth eine neue Kirche erbaut. In einer alten Pfarrmatrikel von 1617 heißt es: „Das kleine Kirchlein sei so baufällig das man es bessern müsse“. Dass die Kirche nach 88 Jahren bereits baufällig war, lässt darauf schließen, dass es sich zu dieser Zeit noch um einen Holzbau handelte. Während des Dreißigjährigen Krieges 1618–1648 verwüsteten die Kriegshandlungen und die Pest auch Ullersreuth. Die schon zuvor als baufällig bezeichnete Kirche war während dieser Zeit sicher so weit heruntergekommen, dass sie nicht mehr benutzt werden konnte. Mindestens zehn Jahre fand kein Gottesdienst statt, auch aufgrund der grassierenden Pest und der Söldnerhorden, die immer wieder das Vogtland heimsuchten und verwüsteten. Im Mai 1633 lagerten schwedische Truppen in Hirschberg und der Umgegend, 600 Reiter und ein Vielfaches an Fußvolk. Im August 1634 lagerten kaiserliche Söldner auf der Ullersreuther Flur. Hierbei handelte es sich um Kroaten, ein alter Lehnbrief erwähnt den „Groatenberg“ in der Ullersreuther Flur.
Im Zeitraum 1649–1671 errichtete die Gemeinde einen neuen Kirchenbau, und zwar auf eigene Kosten, wie in einer Akte von den Reußen bezeugt wurde. Hierbei handelt es sich um den ersten Kirchenbau, der massiv in Stein errichtet wurde. Am 18. Juni 1759 um 3.00 Uhr schlug ein Blitz in die Kirche ein. Das Feuer zerstörte diese und die direkt dahinter liegenden zwei Gehöfte. Der damalige Hutmann (Hirte), der zugleich Küster war, hatte auf dem Kirchboden das Heu für das Vieh gelagert, das sich sofort entzündete. Die Gemeinde wollte die Kirche nicht wieder aufbauen, da man die Kosten nur unter schweren Anstrengungen bewältigen könne, als zusätzlicher Grund wurde angegeben, dass man ohnehin nach Gefell eingepfarrt sei. Graf Heinrich XXIV. Reuß jüngerer Linie befahl ausdrücklich den Wiederaufbau der Ullersreuther Kirche, da man nicht wisse, wie sich die zukünftigen Kirchverhältnisse gestalten würden. Das kann man als eine Anspielung verstehen, dass auch der Graf Reuß eine Loslösung von der Gefeller Kirche, also von Kursachsen, anstreben wollte.
1761 wurde der fertiggestellte Neubau am letzten Trinitatissonntag, dem 22. November, eingeweiht. Der Neubau bekam einen kleinen Kirchturm mit einer Uhr. Im Jahr 1762 bekam die Kirche zwei Glocken, die im selben Jahr laut Inschrift von Johann Mayer in Rudolstadt gegossen wurden. Diese beiden Glocken wurden im Laufe des Ersten Weltkrieges aufgrund des Metallmangels für Kriegszwecke eingeschmolzen. 1851 schädigte ein weiterer Blitzeinschlag den Turm der Kirche. 1863 erhielt die Kirche ihre Orgel von Georg Christoph Hofmann & Söhne, diese soll 125 Taler gekostet haben und von einem aus Ullersreuth stammenden Schleizer Bürger bezahlt worden sein. Im Jahr 1974 wurde das Dach neu gedeckt, 1994 wurden die Außenfassaden neu verputzt. Im Jahr 2001 wurde der Turmknopf saniert und 2002 die Innenausmalung erneuert.
Seit der Reformation predigte immer der Pfarrer aus der kursächsischen (später preußischen) Nachbarstadt Gefell, alle zwei Sonntage und zu den Hauptfesten, sowie zu Taufen und Hochzeiten. Die Toten wurden seit jeher auf dem Gefeller Gottesacker begraben. Dieses alte Kirchenverhältnis wurde am 1. Oktober 1869 gelöst, indem Ullersreuth mit der Kirche in Frössen verbunden wurde. Spätestens ab 1890 bekam die Gemeinde ihren eigenen Friedhof.

## Baubeschreibung

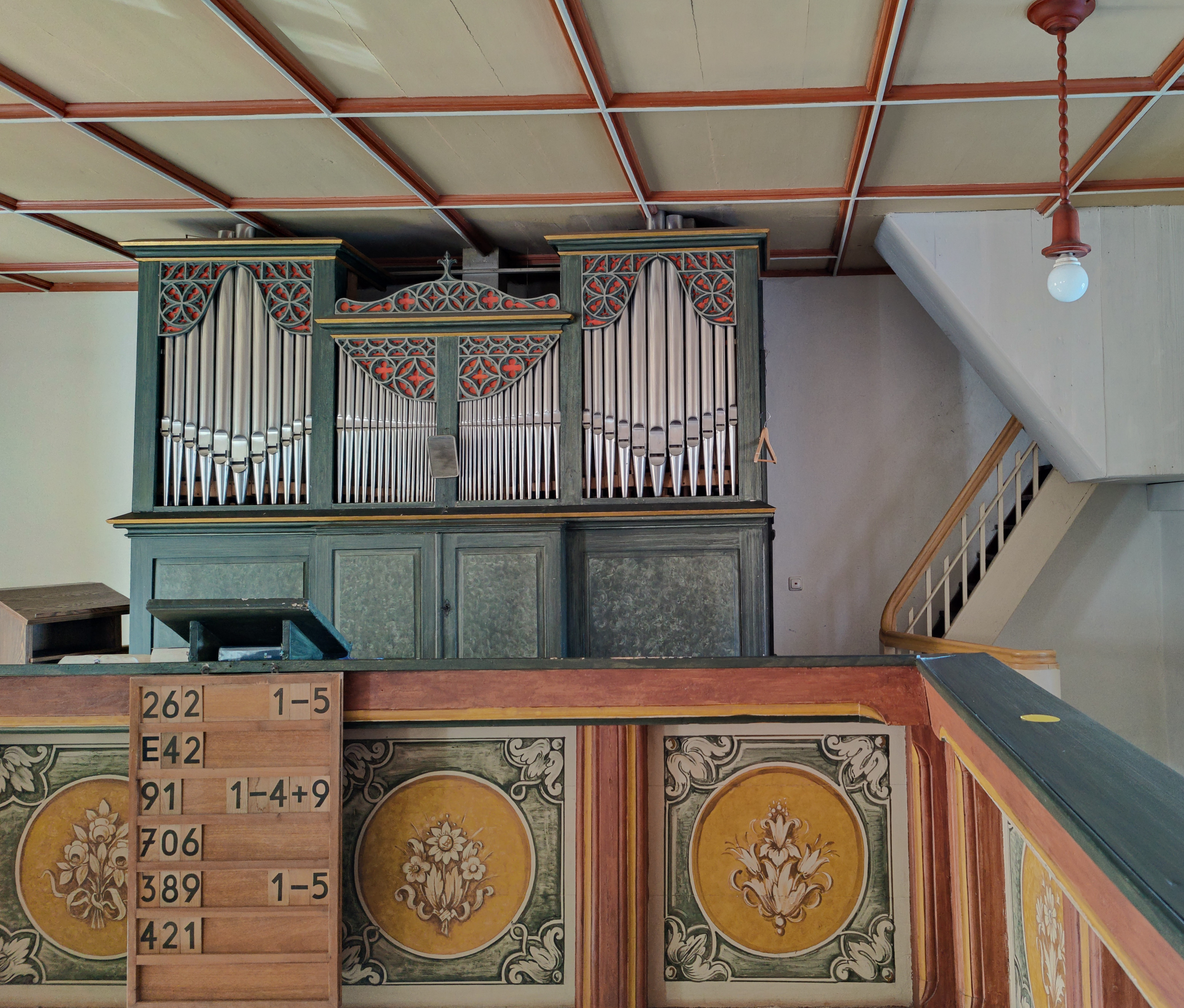
Orgelprospekt

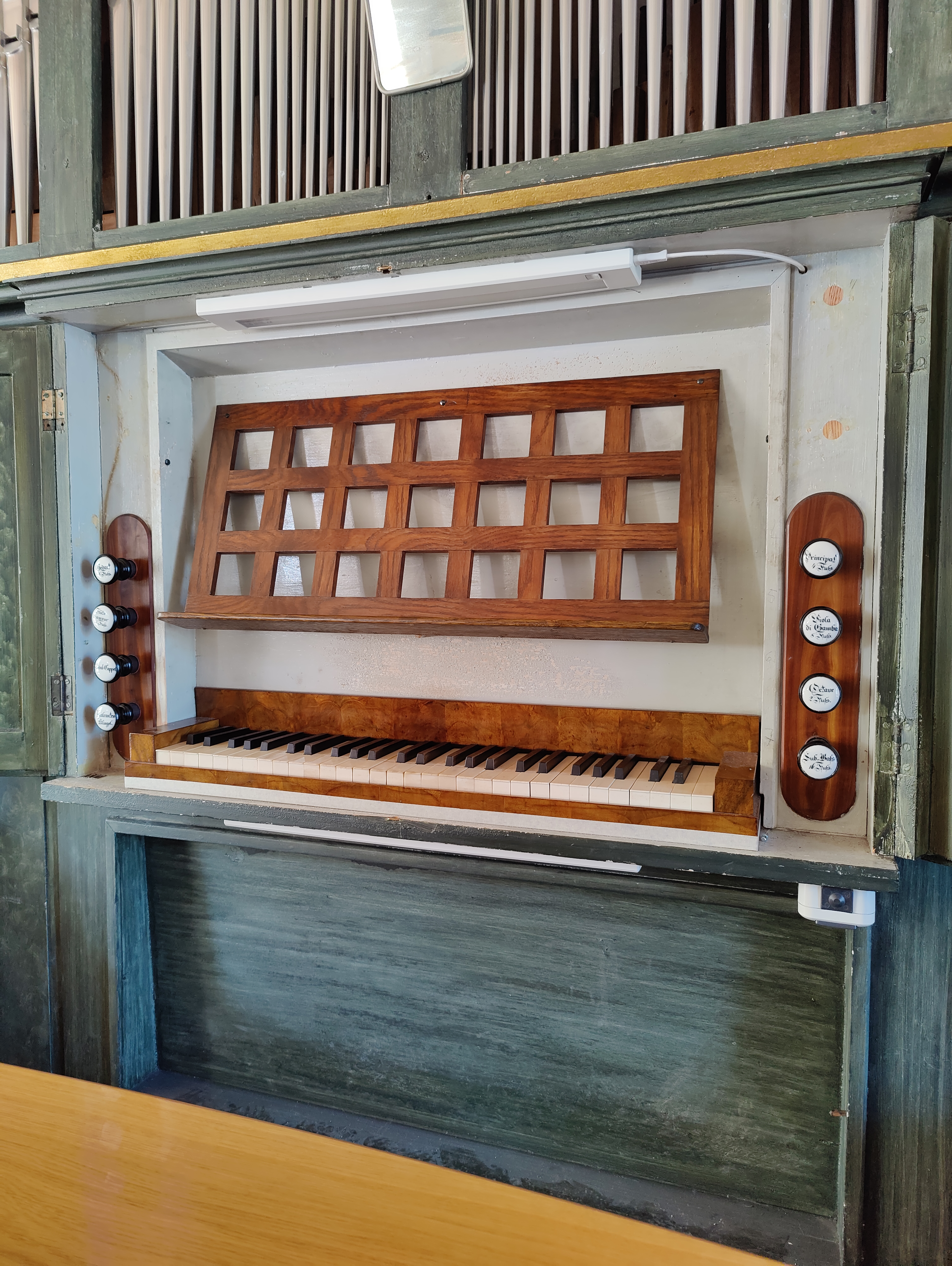
Spielschrank

Die Kirche ist ein schlichter barocker Putzbau mit Walmdach und Dachreiter. Das Innere ist flachgedeckt. Eine Hufeisenempore ist an drei Seiten eingebaut. Die schlichte Ausstattung entstammt der Barockzeit. Der Kanzelaltar ist mit feinem durchbrochenem Ornamentwerk verziert. Eine einfache hölzerne Taufe in sechseckiger Form gehört ebenfalls dazu.

## Orgel
Die Orgel mit vier Feldern und neugotischem Maßwerk im Prospekt ist ein Werk von Georg Christoph Hofmann & Söhne aus dem Jahr 1863 mit sechs Registern auf einem Manual und Pedal, das im Jahr 2005 durch die Firma Orgelbau Schönefeld restauriert wurde. Die Disposition lautet:
| Manual C–f3    |    |
| Gedact         | 8′ |
| Viola di Gamba | 8′ |
| Principal      | 4′ |
| Flûte d’amour  | 4′ |
| Octave         | 2′ |

| Pedal C–f1 |     |
| Sub-Baß    | 16′ |

- Koppel: Man/P
- Nebenregister: Kalcanten-Klingel